# Saison 2022 du Sun du Connecticut
La saison 2022 du Sun du Connecticut est la 24e saison de la franchise en WNBA et la 20e saison dans le Connecticut.

## Draft
| Tour | Choix | Joueur       | Poste | Nationalité | Provenance                 |
| ---- | ----- | ------------ | ----- | ----------- | -------------------------- |
| 1    | 12    | Nia Clouden  | G     | États-Unis  | Spartans de Michigan State |
| 2    | 24    | Jordan Lewis | G     | États-Unis  | Bears de Baylor            |
| 3    | 36    | Kiara Smith  | G     | États-Unis  | Gators de la Floride       |

## Matchs

### Pré-saison
| Pré-saison Total: 1-0 (Domicile : 1-0; Extérieur : 0-0) |

| Match | Date match | Équipe  | Score   | Meilleur marqueur  | Meilleur rebondeur    | Meilleur passeur   | Lieux Spectateurs       | Série |
| ----- | ---------- | ------- | ------- | ------------------ | --------------------- | ------------------ | ----------------------- | ----- |
| 1     | 1er mai    | Atlanta | V 94-78 | Jonquel Jones (15) | Jones, Carrington (6) | Jasmine Thomas (5) | Mohegan Sun Arena 3 244 | 1 - 0 |

### Saison régulière
| Saison régulière Total: 25-11 (Domicile : 13-5; Extérieur : 12-6) |

| Match | Date match | Équipe      | Score   | Meilleur marqueur   | Meilleur rebondeur | Meilleur passeur      | Lieux Spectateurs           | Série |
| ----- | ---------- | ----------- | ------- | ------------------- | ------------------ | --------------------- | --------------------------- | ----- |
| 1     | 7 mai      | @ New York  | D 79-81 | Alyssa Thomas (25)  | Thomas, Jones (7)  | Natisha Hiedeman (6)  | Barclays Center 6 829       | 0 - 1 |
| 2     | 14 mai     | Los Angeles | V 77-60 | Alyssa Thomas (23)  | Jonquel Jones (12) | Alyssa Thomas (5)     | Mohegan Sun Arena 5 624     | 1 - 1 |
| 3     | 17 mai     | @ New York  | V 92-65 | DeWanna Bonner (16) | Thomas, Jones (6)  | Quatre joueuses (4)   | Barclays Center 3 054       | 2 - 1 |
| 4     | 20 mai     | Indiana     | V 94-85 | Jonquel Jones (19)  | Jonquel Jones (8)  | Bonner, Hiedeman (4)  | Mohegan Sun Arena 4 428     | 3 - 1 |
| 5     | 22 mai     | @ Indiana   | V 92-70 | Thomas, Jones (18)  | Jonquel Jones (9)  | Alyssa Thomas (6)     | Gainbridge Fieldhouse 2 612 | 4 - 1 |
| 6     | 24 mai     | Dallas      | D 77-85 | Trois joueuses (13) | Jonquel Jones (12) | Alyssa Thomas (9)     | Mohegan Sun Arena 4 180     | 4 - 2 |
| 7     | 26 mai     | Dallas      | V 99-68 | DeWanna Bonner (18) | Brionna Jones (7)  | Natisha Hiedeman (6)  | Mohegan Sun Arena 4 308     | 5 - 2 |
| 8     | 28 mai     | Washington  | V 79-71 | Trois joueuses (14) | Alyssa Thomas (10) | Courtney Williams (7) | Mohegan Sun Arena 5 482     | 6 - 2 |
| 9     | 31 mai     | @ Las Vegas | D 81-89 | DeWanna Bonner (14) | Jonquel Jones (13) | Alyssa Thomas (6)     | Michelob Ultra Arena 4 693  | 6 - 3 |

| Match | Date match | Équipe       | Score    | Meilleur marqueur      | Meilleur rebondeur | Meilleur passeur       | Lieux Spectateurs                    | Série  |
| ----- | ---------- | ------------ | -------- | ---------------------- | ------------------ | ---------------------- | ------------------------------------ | ------ |
| 10    | 2 juin     | @ Las Vegas  | V 97-90  | Jonquel Jones (20)     | Alyssa Thomas (12) | Williams, Hiedeman (6) | Michelob Ultra Arena 3 801           | 7 - 3  |
| 11    | 3 juin     | @ Phoenix    | V 92-88  | Jonquel Jones (24)     | Alyssa Thomas (10) | Alyssa Thomas (7)      | Footprint Center 7 180               | 8 - 3  |
| 12    | 5 juin     | @ Seattle    | V 93-86  | Jonquel Jones (25)     | Alyssa Thomas (11) | Alyssa Thomas (12)     | Climate Pledge Arena 11 330          | 9 - 3  |
| 13    | 8 juin     | Indiana      | V 88-69  | Brionna Jones (18)     | Trois joueuses (9) | Alyssa Thomas (5)      | Mohegan Sun Arena 4 088              | 10 - 3 |
| 14    | 10 juin    | Chicago      | D 79-83  | Brionna Jones (20)     | Jonquel Jones (14) | Alyssa Thomas (8)      | Mohegan Sun Arena 4 816              | 10 - 4 |
| 15    | 15 juin    | Atlanta      | V 105-92 | Courtney Williams (20) | Jonquel Jones (9)  | Alyssa Thomas (6)      | Mohegan Sun Arena 4 014              | 11 - 4 |
| 16    | 17 juin    | Seattle      | V 82-71  | DeWanna Bonner (20)    | Jonquel Jones (13) | Alyssa Thomas (8)      | Mohegan Sun Arena 7 088              | 12 - 4 |
| 17    | 19 juin    | @ Washington | D 63-71  | Jonquel Jones (15)     | Jonquel Jones (16) | Alyssa Thomas (3)      | Entertainment and Sports Arena 3 959 | 12 - 5 |
| 18    | 22 juin    | New York     | D 77-81  | Courtney Williams (16) | Jonquel Jones (11) | Alyssa Thomas (5)      | Mohegan Sun Arena 4 652              | 12 - 6 |
| 19    | 26 juin    | @ Atlanta    | V 72-61  | Courtney Williams (17) | Alyssa Thomas (11) | Alyssa Thomas (8)      | Gateway Center Arena 2 722           | 13 - 6 |
| 20    | 29 juin    | @ Chicago    | D 83-91  | Jonquel Jones (24)     | Jonquel Jones (11) | Natisha Hiedeman (7)   | Wintrust Arena 6 709                 | 13 - 7 |

| Match                   | Date match | Équipe      | Score        | Meilleur marqueur      | Meilleur rebondeur  | Meilleur passeur      | Lieux Spectateurs              | Série   |
| ----------------------- | ---------- | ----------- | ------------ | ---------------------- | ------------------- | --------------------- | ------------------------------ | ------- |
| 21                      | 3 juillet  | Washington  | V 74-72 (OT) | Alyssa Thomas (23)     | Alyssa Thomas (9)   | Natisha Hiedeman (5)  | Mohegan Sun Arena 5 814        | 14 - 7  |
| 22                      | 5 juillet  | @ Dallas    | D 71-82      | Courtney Williams (25) | Jonquel Jones (7)   | Alyssa Thomas (6)     | College Park Center 3 445      | 14 - 8  |
| WNBA All-Star Game 2022 |            |             |              |                        |                     |                       |                                |         |
| 23                      | 13 juillet | @ Indiana   | V 89-81      | Jonquel Jones (20)     | Jonquel Jones (14)  | Alyssa Thomas (7)     | Indiana Farmers Coliseum 3 212 | 15 - 8  |
| 24                      | 15 juillet | @ Atlanta   | V 93-68      | Jonquel Jones (21)     | Trois joueuses (6)  | Alyssa Thomas (5)     | Gateway Center Arena 2 962     | 16 - 8  |
| 25                      | 17 juillet | Las Vegas   | D 83-91      | DeWanna Bonner (19)    | Alyssa Thomas (14)  | Alyssa Thomas (6)     | Mohegan Sun Arena 6 814        | 16 - 9  |
| 26                      | 19 juillet | New York    | V 82-63      | Brionna Jones (21)     | Alyssa Thomas (13)  | Courtney Williams (6) | Mohegan Sun Arena 6 288        | 17 - 9  |
| 27                      | 22 juillet | @ Minnesota | V 94-84      | DeWanna Bonner (20)    | Alyssa Thomas (10)  | Alyssa Thomas (12)    | Target Center 8 321            | 18 - 9  |
| 28                      | 24 juillet | @ Minnesota | V 86-79      | Natisha Hiedeman (19)  | Alyssa Thomas (10)  | DeWanna Bonner (8)    | Target Center 7 231            | 19 - 9  |
| 29                      | 28 juillet | Seattle     | V 88-83      | Alyssa Thomas (19)     | DeWanna Bonner (10) | Alyssa Thomas (11)    | Mohegan Sun Arena 9 137        | 20 - 9  |
| 30                      | 31 juillet | Chicago     | D 92-95 (OT) | DeWanna Bonner (23)    | Bonner, Jones (9)   | Alyssa Thomas (8)     | Mohegan Sun Arena 6 254        | 20 - 10 |

| Match | Date match | Équipe        | Score   | Meilleur marqueur     | Meilleur rebondeur | Meilleur passeur     | Lieux Spectateurs       | Série   |
| ----- | ---------- | ------------- | ------- | --------------------- | ------------------ | -------------------- | ----------------------- | ------- |
| 31    | 2 août     | Phoenix       | V 87-63 | Natisha Hiedeman (16) | Alyssa Thomas (12) | Alyssa Thomas (10)   | Mohegan Sun Arena 6 130 | 21 - 10 |
| 32    | 4 août     | Phoenix       | V 77-64 | Jonquel Jones (14)    | Alyssa Thomas (13) | Alyssa Thomas (6)    | Mohegan Sun Arena 6 215 | 22 - 10 |
| 33    | 7 août     | @ Chicago     | D 91-94 | DeWanna Bonner (18)   | Jonquel Jones (10) | DeWanna Bonner (6)   | Wintrust Arena 8 224    | 22 - 11 |
| 34    | 9 août     | @ Los Angeles | V 97-71 | Jonquel Jones (21)    | Jonquel Jones (10) | Alyssa Thomas (7)    | Crypto.com Arena 5 789  | 23 - 11 |
| 35    | 11 août    | @ Los Angeles | V 93-69 | Alyssa Thomas (18)    | Alyssa Thomas (9)  | DeWanna Bonner (7)   | Crypto.com Arena 4 987  | 24 - 11 |
| 36    | 14 août    | Minnesota     | V 90-83 | Alyssa Thomas (16)    | Alyssa Thomas (7)  | Thomas, Hiedeman (5) | Mohegan Sun Arena 7 489 | 25 - 11 |

### Playoffs
| Playoffs Total: 6-6 (Domicile : 3-3; Extérieur : 3-3) |

| Match | Date match | Équipe   | Score   | Meilleur marqueur     | Meilleur rebondeur | Meilleur passeur   | Lieux Spectateurs         | Série |
| ----- | ---------- | -------- | ------- | --------------------- | ------------------ | ------------------ | ------------------------- | ----- |
| 1     | 18 août    | Dallas   | V 93-68 | Jonquel Jones (19)    | Alyssa Thomas (10) | Alyssa Thomas (7)  | Mohegan Sun Arena 4 797   | 1 - 0 |
| 2     | 21 août    | Dallas   | D 79-89 | J.Jones, B.Jones (20) | Jonquel Jones (9)  | Alyssa Thomas (5)  | Mohegan Sun Arena 6 788   | 1 - 1 |
| 3     | 24 août    | @ Dallas | V 73-58 | DeWanna Bonner (21)   | Jonquel Jones (10) | DeWanna Bonner (5) | College Park Center 5 016 | 2 - 1 |

| Match | Date match  | Équipe    | Score    | Meilleur marqueur     | Meilleur rebondeur | Meilleur passeur  | Lieux Spectateurs       | Série |
| ----- | ----------- | --------- | -------- | --------------------- | ------------------ | ----------------- | ----------------------- | ----- |
| 1     | 28 août     | @ Chicago | V 68-63  | DeWanna Bonner (15)   | Alyssa Thomas (10) | Alyssa Thomas (7) | Wintrust Arena 8 955    | 1 - 0 |
| 2     | 31 août     | @ Chicago | D 77-85  | Jonquel Jones (23)    | Alyssa Thomas (10) | Alyssa Thomas (4) | Wintrust Arena 8 311    | 1 - 1 |
| 3     | 4 septembre | Chicago   | D 72-76  | DeWanna Bonner (18)   | Alyssa Thomas (13) | Alyssa Thomas (7) | Mohegan Sun Arena 9 142 | 1 - 2 |
| 4     | 6 septembre | Chicago   | V 104-80 | Bonner, Williams (19) | Alyssa Thomas (8)  | Jonquel Jones (5) | Mohegan Sun Arena 5 868 | 2 - 2 |
| 5     | 8 septembre | @ Chicago | V 72-63  | Bonner, Jones (19)    | Thomas, Jones (10) | Alyssa Thomas (8) | Wintrust Arena 8 014    | 3 - 2 |

| Match | Date match   | Équipe      | Score    | Meilleur marqueur      | Meilleur rebondeur | Meilleur passeur      | Lieux Spectateurs           | Série |
| ----- | ------------ | ----------- | -------- | ---------------------- | ------------------ | --------------------- | --------------------------- | ----- |
| 1     | 11 septembre | @ Las Vegas | D 64-67  | Alyssa Thomas (19)     | Alyssa Thomas (11) | Thomas, Bonner (5)    | Michelob Ultra Arena 10 135 | 0 - 1 |
| 2     | 13 septembre | @ Las Vegas | D 71-85  | Courtney Williams (18) | Jonquel Jones (11) | Courtney Williams (5) | Michelob Ultra Arena 10 211 | 0 - 2 |
| 3     | 15 septembre | Las Vegas   | V 105-76 | Jonquel Jones (20)     | Alyssa Thomas (15) | Alyssa Thomas (11)    | Mohegan Sun Arena 8 745     | 1 - 2 |
| 4     | 18 septembre | Las Vegas   | D 71-78  | Courtney Williams (17) | Alyssa Thomas (10) | Alyssa Thomas (11)    | Mohegan Sun Arena 9 652     | 1 - 3 |

### Confrontations en saison régulière
| Conférence Est | Conférence Est                            | Conférence Est                            | Conférence Est                            | Conférence Est                            | Conférence Ouest                          | Conférence Ouest                          | Conférence Ouest                          | Conférence Ouest                          | Conférence Ouest                          |
| Équipe         | Domicile                                  | Domicile                                  | Extérieur                                 | Extérieur                                 | Équipe                                    | Domicile                                  | Domicile                                  | Extérieur                                 | Extérieur                                 |
| -------------- | ----------------------------------------- | ----------------------------------------- | ----------------------------------------- | ----------------------------------------- | ----------------------------------------- | ----------------------------------------- | ----------------------------------------- | ----------------------------------------- | ----------------------------------------- |
| Atlanta        | 105-92                                    |                                           | 72-61                                     | 93-68                                     | Dallas                                    | 77-85                                     | 99-68                                     | 71-82                                     |                                           |
| Chicago        | 79-83                                     | 92-95                                     | 83-91                                     | 91-94                                     | Las Vegas                                 | 83-91                                     |                                           | 81-89                                     | 97-90                                     |
|                |                                           |                                           |                                           |                                           | Los Angeles                               | 77-60                                     |                                           | 97-71                                     | 93-69                                     |
| Indiana        | 94-85                                     | 88-69                                     | 92-70                                     | 89-81                                     | Minnesota                                 | 90-83                                     |                                           | 94-84                                     | 86-79                                     |
| New York       | 77-81                                     | 82-63                                     | 79-81                                     | 92-65                                     | Phoenix                                   | 87-63                                     | 77-64                                     | 92-88                                     |                                           |
| Washington     | 79-71                                     | 74-72                                     | 63-71                                     |                                           | Seattle                                   | 82-71                                     | 88-83                                     | 93-86                                     |                                           |
| Conférence     | 11-7 (Domicile : 6-3; Extérieur : 5-4)    | 11-7 (Domicile : 6-3; Extérieur : 5-4)    | 11-7 (Domicile : 6-3; Extérieur : 5-4)    | 11-7 (Domicile : 6-3; Extérieur : 5-4)    | Conférence                                | 14-4 (Domicile : 7-2; Extérieur : 7-2)    | 14-4 (Domicile : 7-2; Extérieur : 7-2)    | 14-4 (Domicile : 7-2; Extérieur : 7-2)    | 14-4 (Domicile : 7-2; Extérieur : 7-2)    |
| Total          | 25-11 (Domicile : 11-7; Extérieur : 14-4) | 25-11 (Domicile : 11-7; Extérieur : 14-4) | 25-11 (Domicile : 11-7; Extérieur : 14-4) | 25-11 (Domicile : 11-7; Extérieur : 14-4) | 25-11 (Domicile : 11-7; Extérieur : 14-4) | 25-11 (Domicile : 11-7; Extérieur : 14-4) | 25-11 (Domicile : 11-7; Extérieur : 14-4) | 25-11 (Domicile : 11-7; Extérieur : 14-4) | 25-11 (Domicile : 11-7; Extérieur : 14-4) |

## Classements
| Classement | Classement                | Classement | Classement | Classement | Classement | Classement | Classement |
| No         | Franchise                 | Vic.       | Def.       | MJ         | V/D        | GB         |            |
| ---------- | ------------------------- | ---------- | ---------- | ---------- | ---------- | ---------- | ---------- |
| 1          | x - Aces de Las Vegas     | 26         | 10         | 36         | .722       | -          |            |
| 2          | x - Sky de Chicago        | 26         | 10         | 36         | .722       | -          |            |
| 3          | x - Sun du Connecticut    | 25         | 11         | 36         | .694       | 1          |            |
| 4          | x - Storm de Seattle      | 22         | 14         | 36         | .611       | 4          |            |
| 5          | x - Mystics de Washington | 22         | 14         | 36         | .611       | 4          |            |
| 6          | x - Wings de Dallas       | 18         | 18         | 36         | .500       | 8          |            |
| 7          | x - Liberty de New York   | 16         | 20         | 36         | .444       | 10         |            |
| 8          | x - Mercury de Phoenix    | 15         | 21         | 36         | .417       | 11         |            |
|            |                           |            |            |            |            |            |            |
| 9          | o - Lynx du Minnesota     | 14         | 22         | 36         | .389       | 12         |            |
| 10         | o - Dream d'Atlanta       | 14         | 22         | 36         | .389       | 12         |            |
| 11         | o - Sparks de Los Angeles | 13         | 23         | 36         | .361       | 13         |            |
| 12         | o - Fever de l'Indiana    | 5          | 31         | 36         | .139       | 21         |            |

| 1 | Sky de Chicago        | 9 | 1 | 10 | +82 |
| 2 | Liberty de New York   | 6 | 4 | 10 | -4  |
| 3 | Sun du Connecticut    | 5 | 5 | 10 | +37 |
| 4 | Mystics de Washington | 5 | 5 | 10 | +17 |
| 5 | Dream d'Atlanta       | 3 | 7 | 10 | -49 |
| 6 | Fever de l'Indiana    | 2 | 8 | 10 | -83 |

Playoffs
|  | Premier tour | Premier tour        | Premier tour       |                    |                    | Demi-finales      | Demi-finales | Demi-finales |  |  | Finale | Finale            | Finale |
|  |              |                     |                    |                    |                    |                   |              |              |  |  |        |                   |        |
|  | 1            | Aces de Las Vegas   | 2                  |                    |                    |                   |              |              |  |  |        |                   |        |
|  | 8            | Mercury de Phoenix  | 0                  |                    |                    |                   |              |              |  |  |        |                   |        |
|  | 8            | Mercury de Phoenix  | 0                  |                    | 1                  | Aces de Las Vegas | 3            |              |  |  |        |                   |        |
|  |              |                     |                    |                    | 1                  | Aces de Las Vegas | 3            |              |  |  |        |                   |        |
|  |              | 4                   | Storm de Seattle   | 1                  |                    |                   |              |              |  |  |        |                   |        |
|  | 4            | 4                   | Storm de Seattle   | 1                  | Storm de Seattle   | 2                 |              |              |  |  |        |                   |        |
|  | 4            |                     |                    |                    | Storm de Seattle   | 2                 |              |              |  |  |        |                   |        |
|  | 5            | Mystics Washington  | 0                  |                    |                    |                   |              |              |  |  |        |                   |        |
|  |              |                     |                    |                    |                    |                   |              |              |  |  | 1      | Aces de Las Vegas | 3      |
|  |              |                     | 3                  | Sun du Connecticut | 1                  |                   |              |              |  |  |        |                   |        |
|  | 2            | Sky de Chicago      | 2                  |                    |                    |                   |              |              |  |  |        |                   |        |
|  | 7            | Liberty de New York | 1                  |                    |                    |                   |              |              |  |  |        |                   |        |
|  | 7            | Liberty de New York | 1                  |                    | 2                  | Sky de Chicago    | 2            |              |  |  |        |                   |        |
|  |              |                     |                    |                    | 2                  | Sky de Chicago    | 2            |              |  |  |        |                   |        |
|  |              | 3                   | Sun du Connecticut | 3                  |                    |                   |              |              |  |  |        |                   |        |
|  | 3            | 3                   | Sun du Connecticut | 3                  | Sun du Connecticut | 2                 |              |              |  |  |        |                   |        |
|  | 3            |                     |                    |                    | Sun du Connecticut | 2                 |              |              |  |  |        |                   |        |
|  | 6            | Wings de Dallas     | 1                  |                    |                    |                   |              |              |  |  |        |                   |        |